# Особняк Штиглица

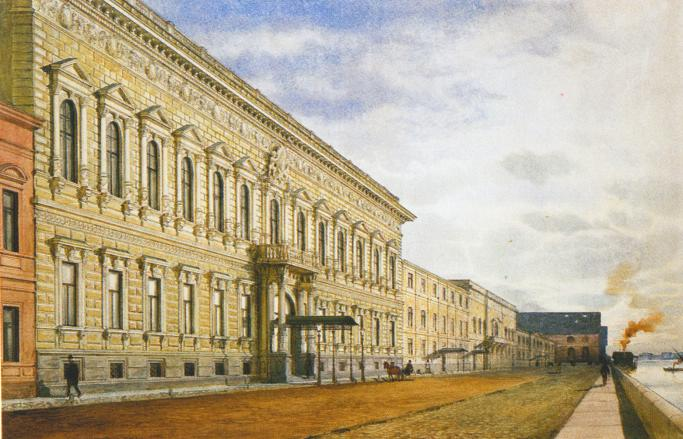
Альберт Николаевич Бенуа, вид на особняк в 1880-е годы

Особняк Штиглица (позднее дворец великого князя Павла Александровича) — памятник архитектуры. Расположен в Санкт-Петербурге, современный адрес дома — Английская набережная, 68, Галерная улица, 69.
С 1990-х годов здание не использовалось. С 1999 года дворец реставрировался для фирмы «Лукойл». С ноября 2011 года особняк находится в оперативном управлении Санкт-Петербургского государственного университета, проходят суды с целью принуждения собственника к полноценной реставрации интерьеров и приспособления здания к современному использованию.

## Постройка и внешний вид

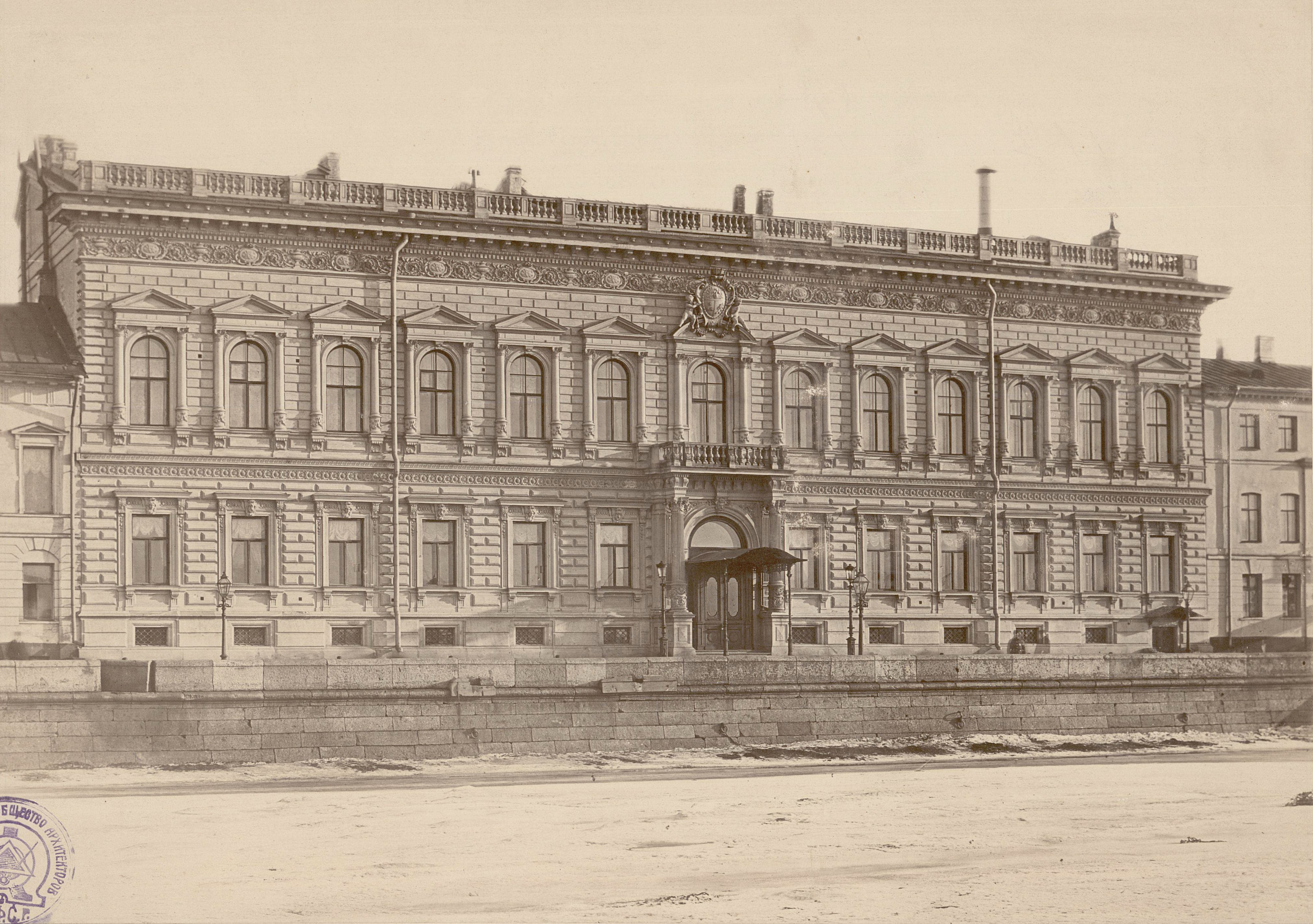
Особняк барона Штиглица. 1860-е гг.

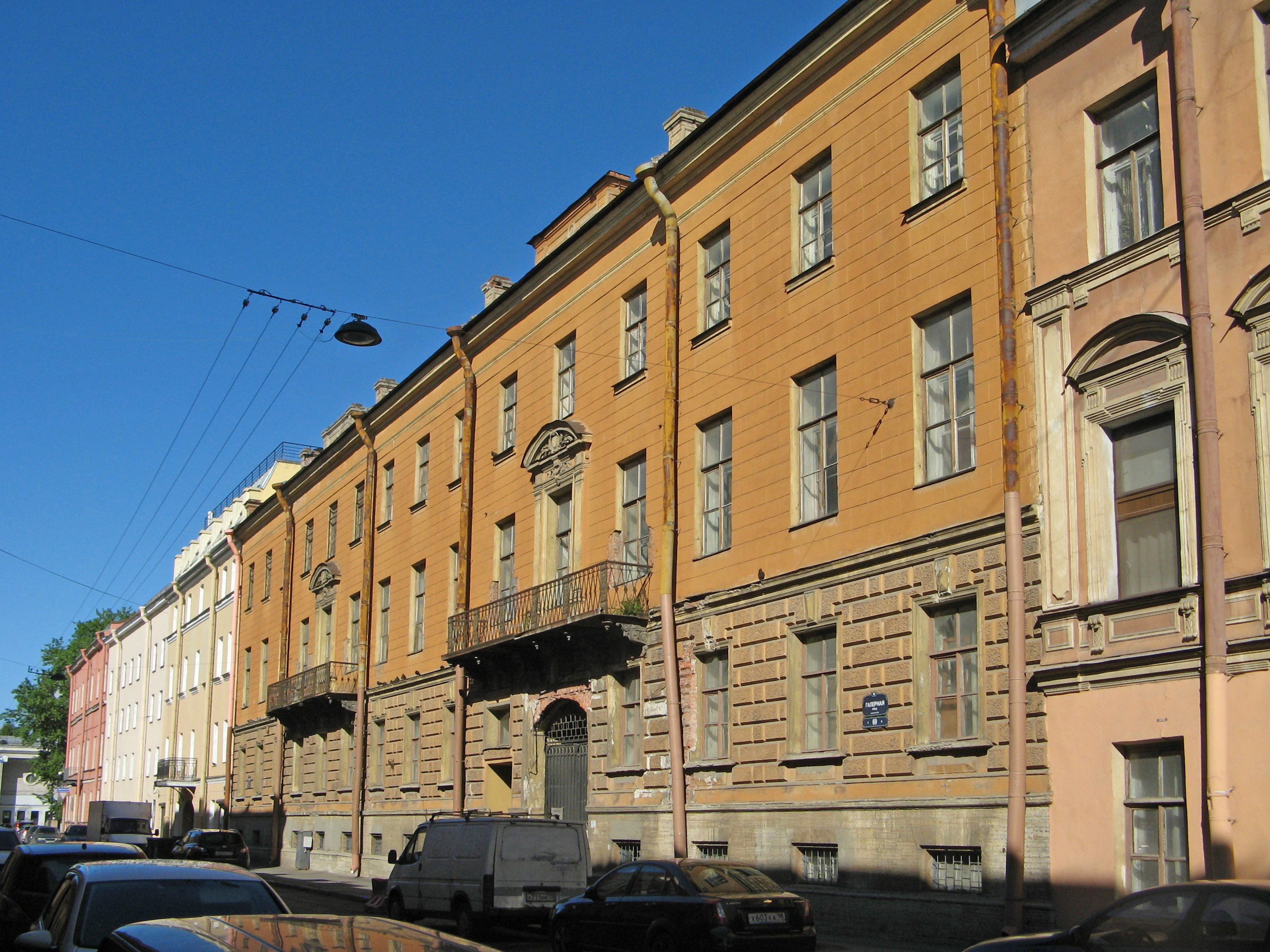
Современный вид особняка со стороны Галерной улицы

Ранее на этом участке располагались два жилых дома. Первый дом был построен Иваном Немцовым в 1716 году и стал первым каменным домом на Английской набережной, после него домом владел его зять, Савва Чевакинский. Владельцем второго дома был Михаил Сердюков.
К 1830 году участок принадлежал Штиглицам. В 1859—1862 годах Александр Кракау построил современное здание, придав ему сходство с дворцами итальянского возрождения. В 1887 году наследники Штиглица продали особняк великому князю Павлу Александровичу, в это время в обновлении интерьеров участвовал архитектор Максимилиан Месмахер. Перестройка была закончена к 1889 году, к свадьбе князя с греческой королевной Александрой, после её смерти в 1891 году князь стал жить в Царском Селе. В 1917 году дворец был продан Русскому обществу заготовления снарядов и военных припасов.
В 1938—1939 годах правый дворовый флигель надстроили на этаж. В 1946—1947 годы ещё один этаж был построен над Мавританским залом.
Деление здания на два этажа подчёркнуто сильной тягой. Стены нижнего этажа рустированы. Наличники окон этого этажа — с прямыми сандриками на кронштейнах. На верхнем этаже штукатуркой сымитирована облицовка тёсаным камнем, наличники оформлены как портики из двух колонн на пьедесталах и с треугольным фронтоном.
По центру главного фасада расположен портик с двумя колоннами с каждой стороны. Фасад завершает украшенный лепкой фриз.

## Интерьеры
Эскизы панно «Четыре времени года» исполнил для интерьеров Ф. А. Бруни. Внутренний двор был оформлен в стиле барокко. В здании есть выходящая на Неву парадная анфилада, служившая приёмной, несколько гостиных, в том числе гостиная в пять осей, украшенная кариатидами, бальный зал, украшенный каннелированными колоннами коринфского ордера и соединённый с «Кариатической» тремя широкими проёмами, библиотека, отделанная дубом, штофными драпировками, золочёной лепкой и резьбой, концертный зал, украшенный скульптурными портретами композиторов на падугах в овальных медальонах. Также в оформлении выделялись камины из белого и цветного мрамора.
Примерно в 1859—1862 годах Александр Штиглиц заказал итальянскому художнику Луиджи Премацци запечатлеть интерьеры дворца в акварели. Премацци написал семнадцать акварелей, собранных в кожаный альбом с гербом баронов Штиглиц.

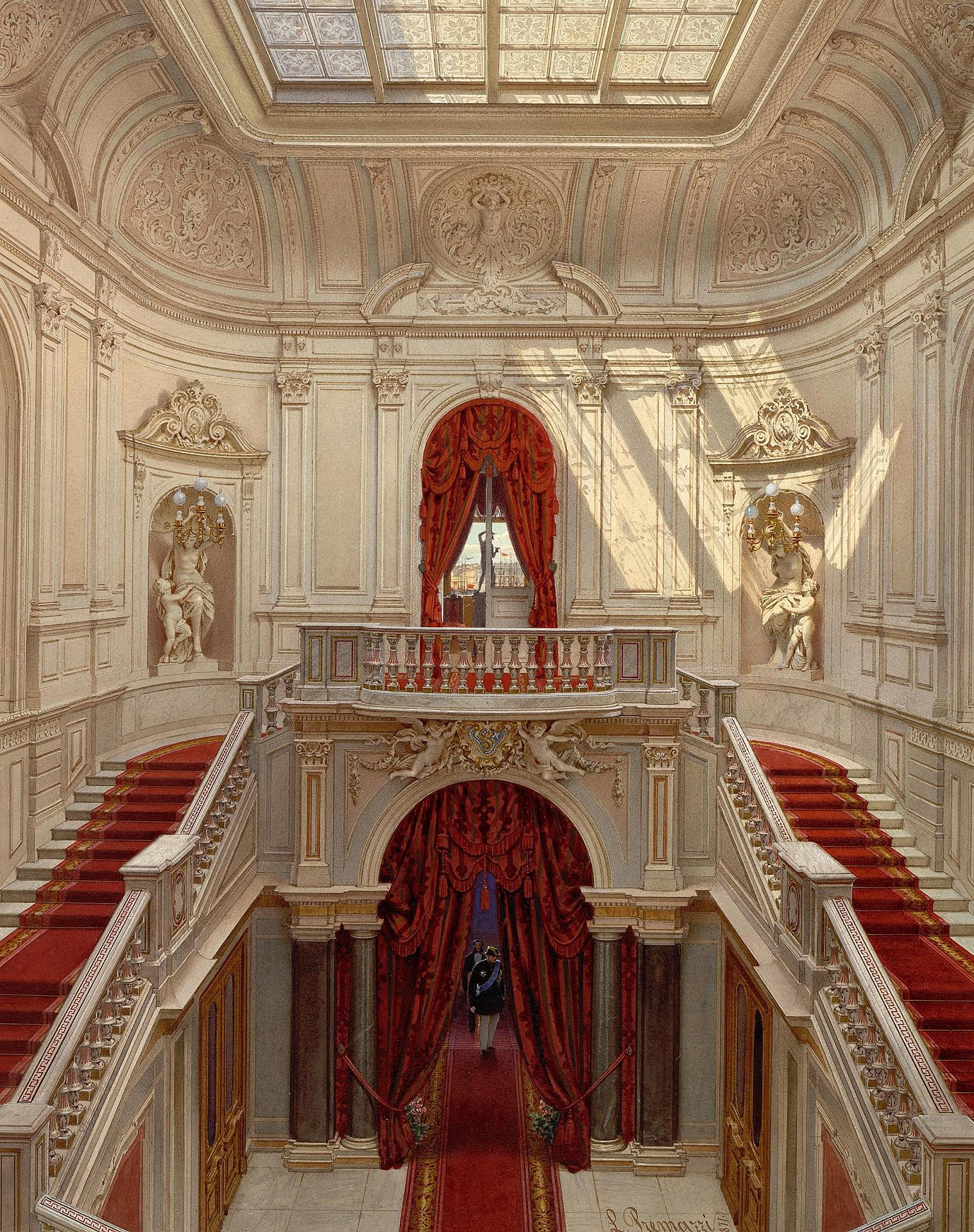
Лестница, ведущая на парадную анфиладу (здесь и далее: акварели Луиджи Премацци)
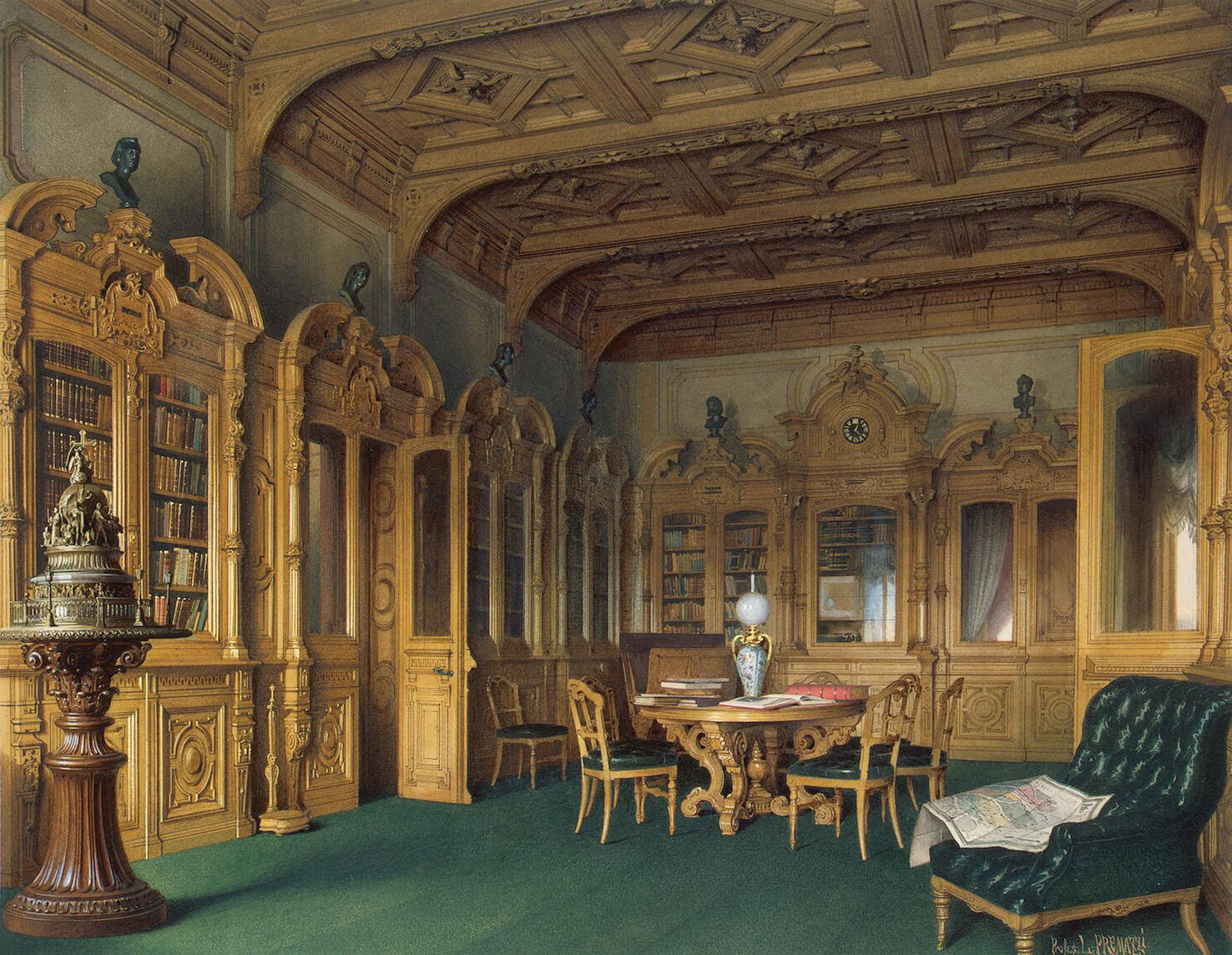
Библиотека
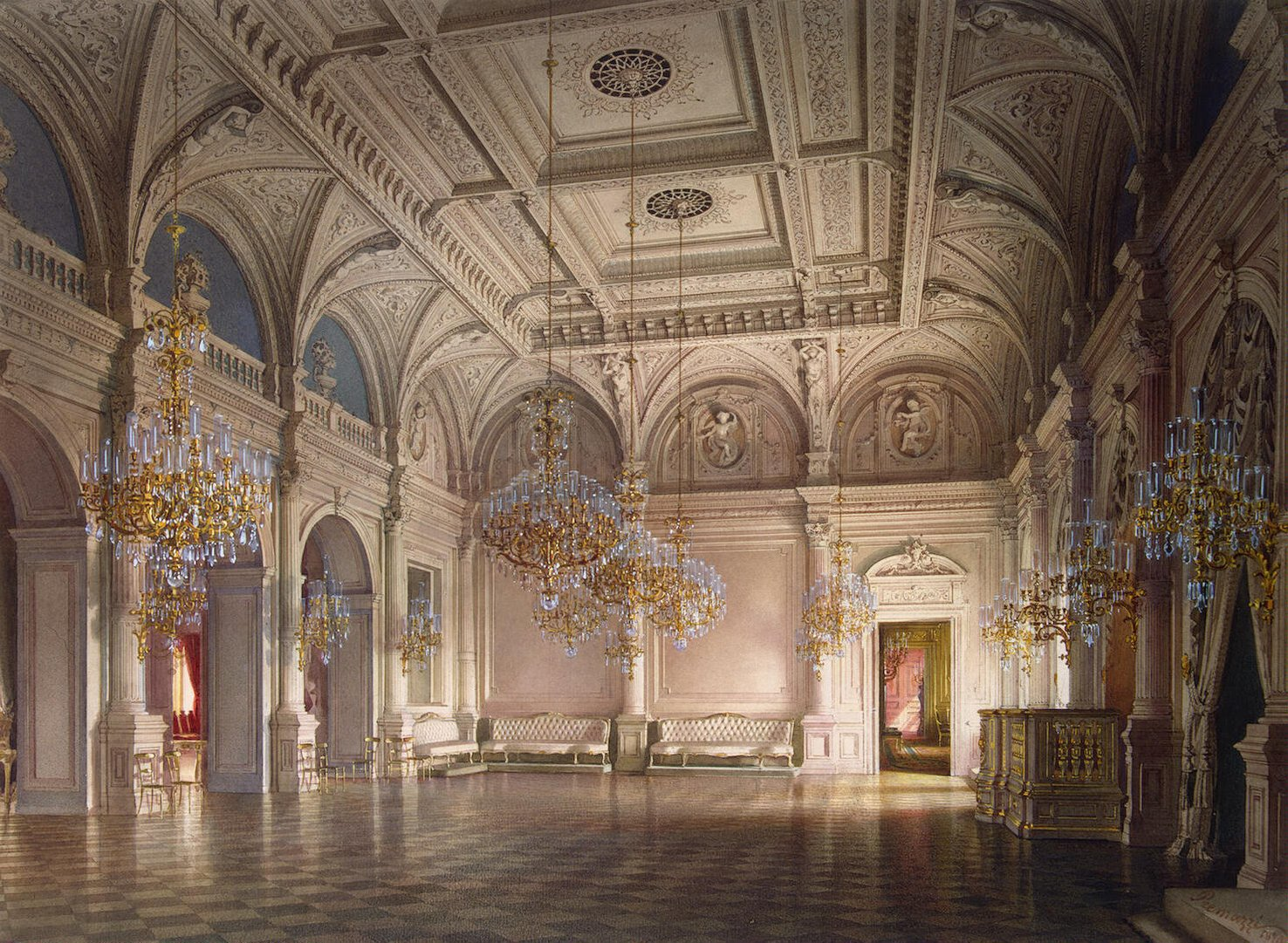
Бальный зал
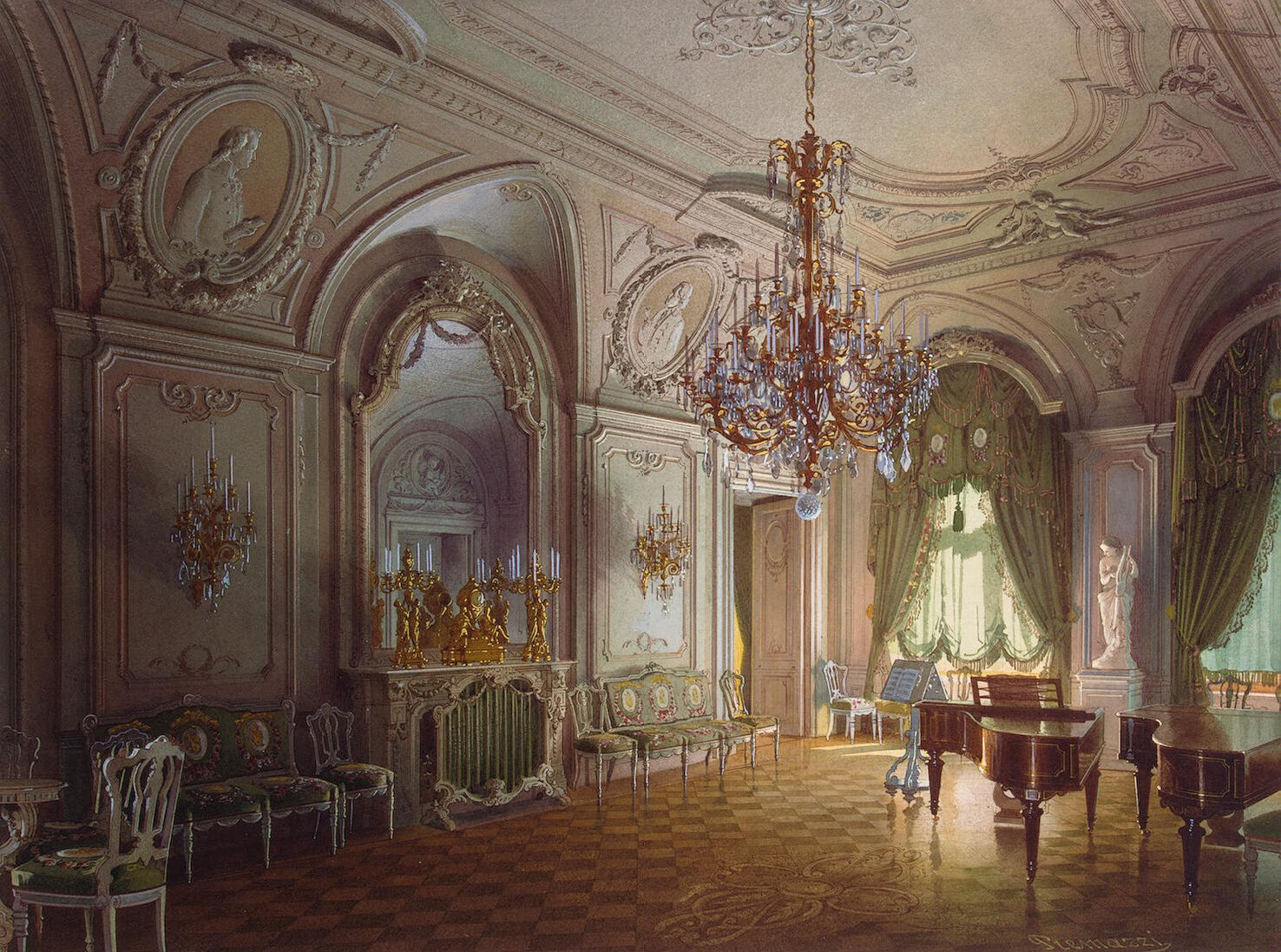
Концертный зал
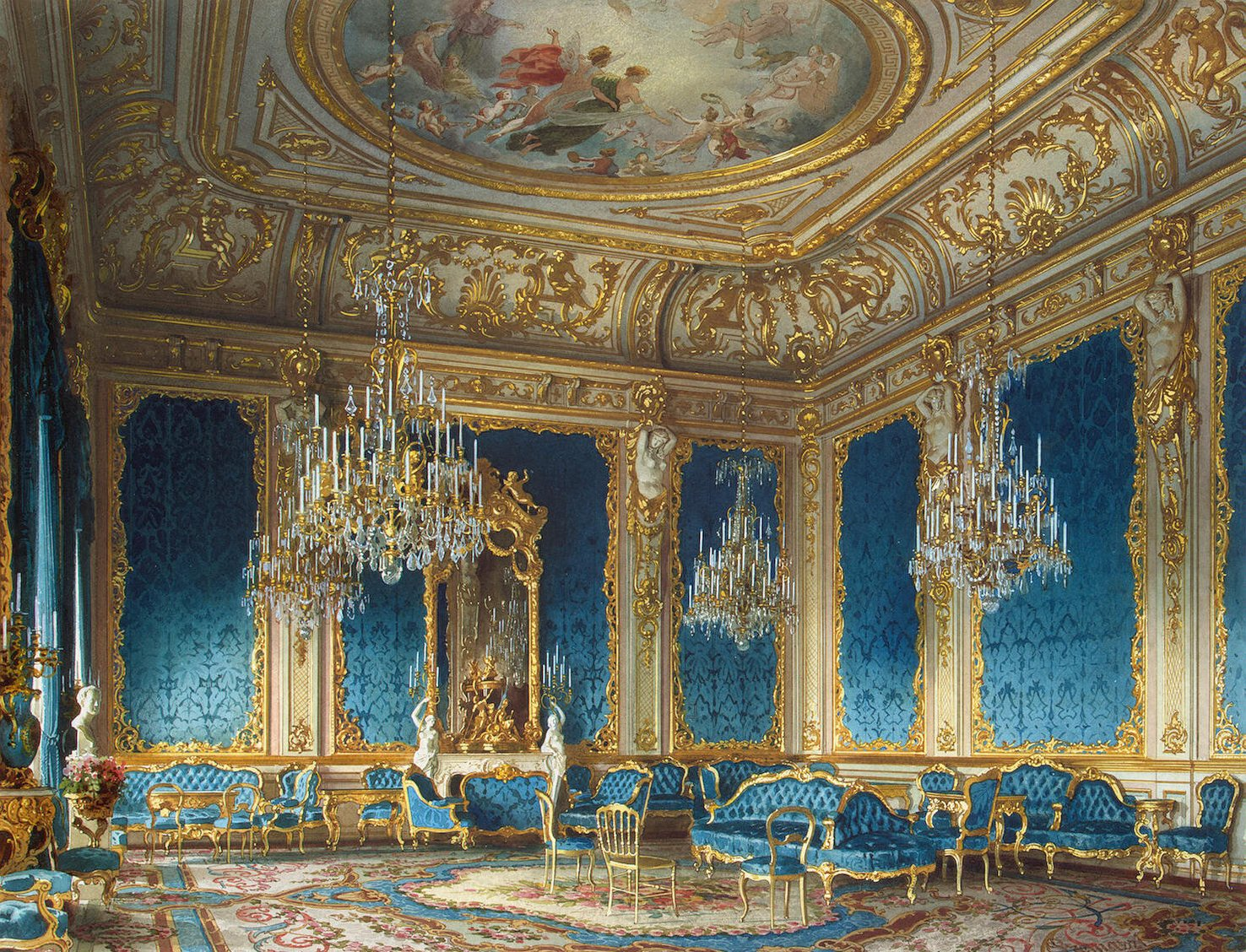
Голубая гостиная: камины украшены скульптурами
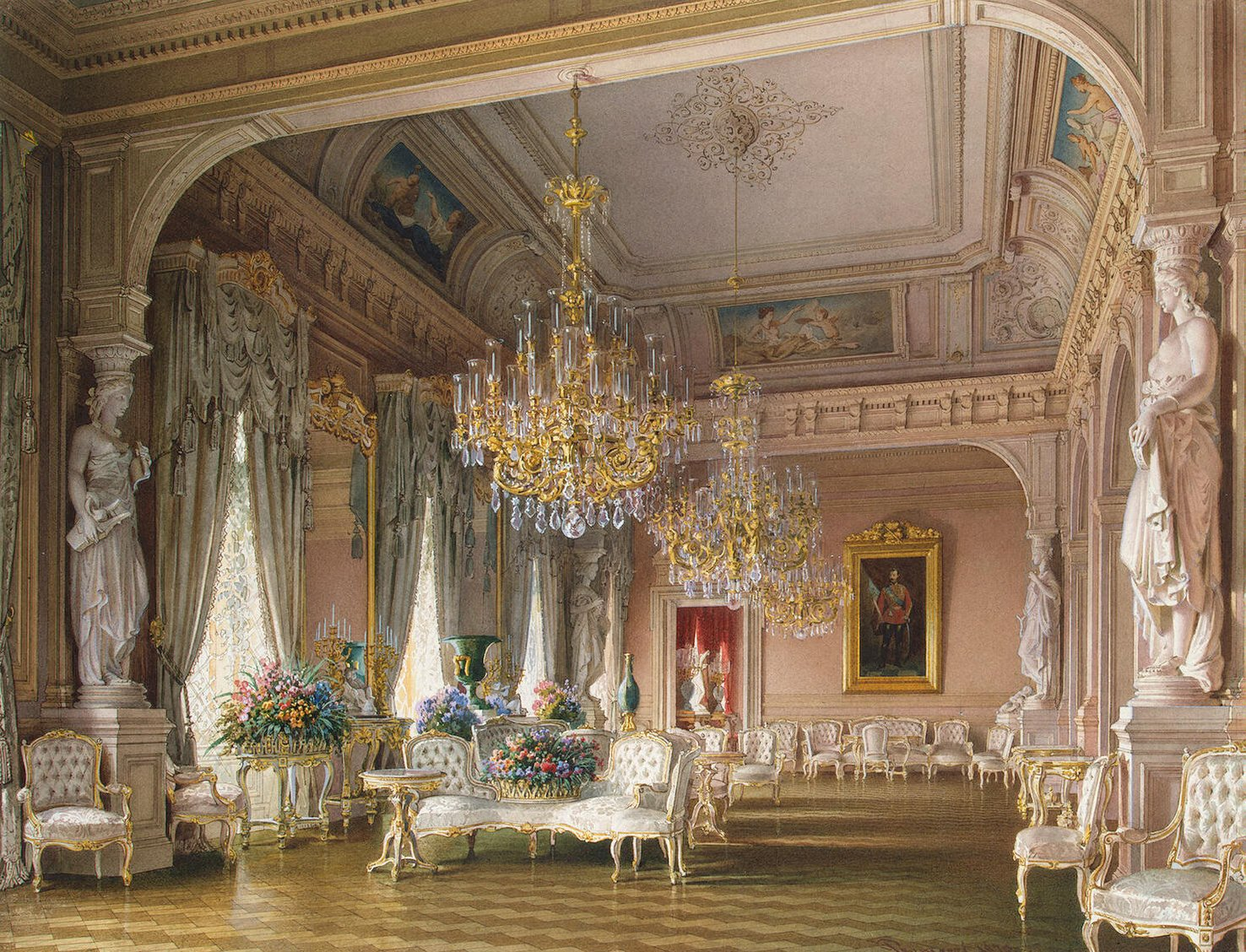
«Кариатическая», белая гостиная

### Домовая церковь

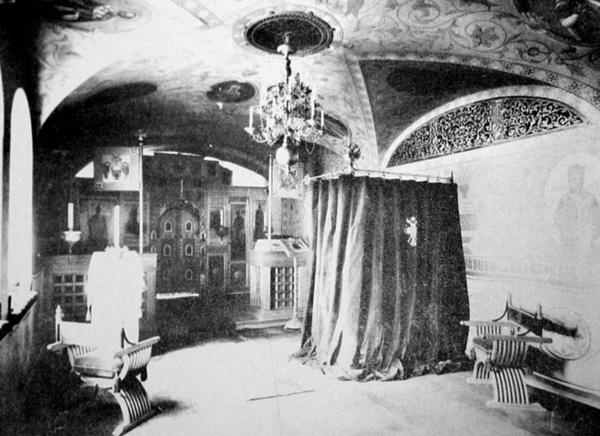
Интерьер домовой церкви

2 апреля 1889 года на втором этаже поперечного дворового флигеля дворца заложили домовую церковь св. Александры. Она была оформлена в древнерусском стиле Н. В. Султановым. Царские врата XVII века для неё были привезены из подмосковного села Медведково. Вся утварь (паникадило, блюда для благословения хлебов, кропила, семисвечник) была изготовлена на заказ по эскизам архитектора на фабрике Овчинникова. У иконостаса было два яруса, 35 образов; его сделали из золочёного цинка в мастерской К. Е. Морозова. Своды были расписаны травным орнаментом с клеймами, в которых были расположены изображения святых. Нижнюю часть стен расписали «полотенцами», над ними по периметру шла лента с посвятительным текстом, для которого использовался древнерусский шрифт. На решётках вентиляционных проёмов также был растительный рисунок. Княжеское место отделялось от посетителей тёмно-красной завесой из бархата с золотыми двуглавыми орлами. Церковь освятили 16 и 17 мая 1889 года. В 1897 году на фасаде разместили лепные фигуры работы М. П. Попова, изображающие евангелистов и ангелов. После переезда князя в Царское село церковь перенесли за ним, назвав на новом месте Благовещенской.